# The Current War
The Current War is een Amerikaanse biografische dramafilm uit 2017 die geregisseerd werd door Alfonso Gomez-Rejon en gebaseerd is op de oorlog van de stromen (Engels: The War of Currents). De hoofdrollen worden vertolkt door Benedict Cumberbatch en Michael Shannon.

## Verhaal
Elektriciteitspioniers Thomas Edison en George Westinghouse proberen in de jaren 1880 om ter eerst een duurzaam energiesysteem te ontwikkelen en op de Amerikaanse markt te brengen.

## Rolverdeling
| Acteur               | Personage               |
| -------------------- | ----------------------- |
| Benedict Cumberbatch | Thomas Edison           |
| Michael Shannon      | George Westinghouse     |
| Nicholas Hoult       | Nikola Tesla            |
| Tom Holland          | Samuel Insull           |
| Katherine Waterston  | Marguerite Westinghouse |
| Tuppence Middleton   | Mary Edison             |
| Matthew Macfadyen    | J.P. Morgan             |
| Conor MacNeill       | William Kemmler         |
| Damien Molony        | Bourke Cockran          |

## Productie
Op 3 mei 2012 raakte bekend dat Bazelevs Production, het productiebedrijf van Timur Bekmambetov, de rechten op het scenario The Current War van scenarist Michael Mitnick, dat op de Zwarte Lijst stond, had gekocht. Aanvankelijk zou Bekmambetov het project zelf regisseren. In juli 2013 kwam het project in handen van The Weinstein Company, dat besloot om de film te financieren en distribueren. In diezelfde periode werd Ben Stiller voor het eerst aan de regie van het project gelinkt. Ook een jaar later werd Stiller nog steeds aan het project gelinkt. Het kwam uiteindelijk niet tot een deal.
In september 2014 probeerde The Weinstein Company het project op te starten met Benedict Cumberbatch en Jake Gyllenhaal als respectievelijk Thomas Edison en George Westinghouse en Alfonso Gomez-Rejon als regisseur. Gyllenhaal haakte af, waarna Michael Shannon in september 2016 gecast werd als George Westinghouse. In oktober en november 2016 werden ook Nicholas Hoult, Katherine Waterston en Tom Holland aan de cast toegevoegd.
De opnames voor de film gingen op 18 december 2016 van start. Er werd in onder meer Londen gefilmd. De opnames werden in maart 2017 afgerond.

### Director's Cut
The Current War ging op 9 september 2017 in première op het Internationaal filmfestival van Toronto. In oktober 2017, een maand voor de film in de Amerikaanse bioscoop zou uitgebracht worden, kwam de MeToo-beweging op en werd producent Harvey Weinstein door verschillende vrouwen beschuldigd van seksueel misbruik. Als een gevolg van het schandaal werd de release van onder meer The Current War geschrapt. The Weinstein Company werd begin 2018 failliet verklaard, waardoor de films van het productiebedrijf overgenomen werden door Lantern Entertainment, dat op zijn beurt de Amerikaanse distributierechten op The Current War doorverkocht aan 101 Studios.
Martin Scorsese, die als uitvoerend producent bij de film betrokken was, had contractueel gezien recht op de final cut van de film. Nadat de film bij 101 Studios was beland, deed hij een beroep op de clausule in zijn contract om regisseur Alfonso Gomez-Rejon een kans te geven verder aan de film te werken. Onder het mentorschap van Scorsese en diens vaste monteur Thelma Schoonmaker hermonteerde Gomez-Rejon de film. Zo werden er op aanraden van Scorsese onder meer flashbackscènes over de Amerikaanse Burgeroorlog aan de film toegevoegd. The Current War: Director's Cut werd op 25 oktober 2019 in de Amerikaanse bioscoop uitgebracht en kreeg positievere recensies dan de oorspronkelijke versie die in 2017 werd uitgebracht.